# Kenny Buttrey
Aaron Kenneth Buttrey, né le 1er avril 1945 à Nashville, Tennessee et mort le 12 septembre 2004, est un batteur de musique rock. Musicien de studio à Nashville et membre du groupe The Stray Gators, il a participé à de nombreuses formations majeures de la scène rock depuis les années 1970, en particulier avec Bob Dylan, Neil Young et JJ Cale.

## Discographie
- 1966, Blonde on Blonde, Bob Dylan
- 1967, John Wesley Harding, Bob Dylan
- 1969, Nashville Skyline, Bob Dylan
- 1970, Self Portrait, Bob Dylan
- 1972, Harvest, Neil Young
- 1972, Journey Through the Past, Neil Young
- 1972, Midwest Farm Disaster, Bob Martin
- 1974, Rocking in Nashville, Eddy Mitchell
- 1975, Tonight's the Night, Neil Young
- 1975, Made In USA, Eddy Mitchell
- 1975, Rocking in Olympia 1975, Eddy Mitchell
- 1976, Troubadour, JJ Cale
- 1976, Sur la route de Memphis, Eddy Mitchell
- 1977, La Dernière Séance, Eddy Mitchell
- 1979, 5, JJ Cale; titre I'll Make Love To You Anytime
- 1980, Shades, JJ Cale
- 1982, Grasshopper, JJ Cale
- 1992, Harvest Moon, Neil Young
- 2019, Stay Around, JJ Cale